# Medicinska univerza v Varšavi
Medicinska univerza v Varšavi (poljsko ime: Warszawski Uniwersytet Medyczny) je ena najstarejših in največjih medicinskih fakultet na Poljskem. Prvi študijski oddelek za medicino je bil ustanovljen leta 1809. Je ena najprestižnejših medicinskih šol, ki ima poveze s številnimi velikimi bolnišnicami na Poljskem.

## Fakultete
- Fakulteta za medicino
- Fakulteta za zobozdravstvo
- Fakulteta za medicinske vede
- Fakulteta za farmacijo
- Fakulteta za zdravstvene vede

## Univerzitetne bolnišnice
- Samodzielny Publiczny Centralny Szpital Kliniczny UCK WUM, Banacha
- Samodzielny Publiczny Kliniczny Szpital Okulistyczny, ulica Marszałkowska
- Samodzielny Publiczny Dziecięcy Szpital Kliniczny UCK WUM, Zwirki i Wigury
- Szpital Kliniczny Dzieciątka Jezus UCK WUM, Lindleya ulica
- Szpital Kliniczny im. ks. Anny Mazowieckiej , Karowa ulica

## Rektorji
- 1950–1955: Franciszek Czubalski
- 1955–1962: Marcin Kacprzak
- 1962–1972: Bolesław Górnicki
- 1972–1979: Szczęsny Leszek Zgliczyński
- 1979–1981: Jerzy Szczerbań
- 1981–1987: Jan Nielubowicz
- 1987–1990: Bogdan Pruszyński
- 1990–1996: Tadeusz Tołłoczko
- 1996–1999: Andrzej Górski
- 1999–2005: Janusz Piekarczyk
- 2005–2008: Leszek Pączek
- 2008–2016: Marek Krawczyk
- 2016–2020: Mirosław Wielgoś
- 2020– : Zbigniew Gaciong